# Palazzo Beneventano del Bosco
Fernando III, o piedosíssimo rei das Duas Sicílias, que, visitando o porto e as muralhas de Siracusa, entrou nesta residência, honrou-a e a tornou feliz. Francesco Beneventano, como testemunho de sua gratidão e em memória da honra recebida, colocou (esta placa).— Frase escrita em latim na lápide do palácio Beneventano del Bosco

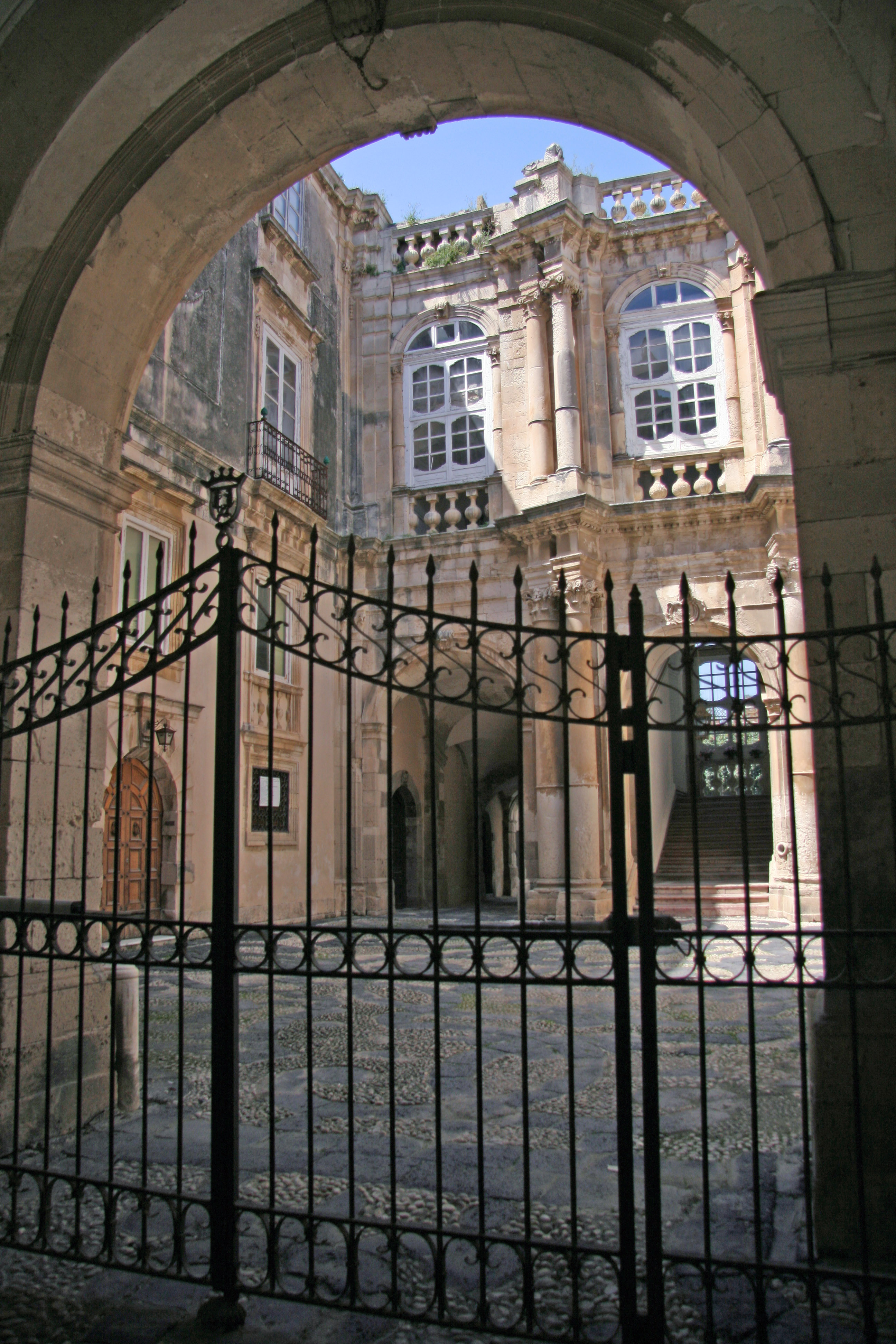
O pátio interno do Palazzo Beneventano del Bosco.

O Palazzo Beneventano del Bosco está localizado na Piazza del Duomo, na ilha de Ortigia, em Siracusa. É considerado um dos palácios mais bonitos da cidade.

## História

### O palácio do século XV
Antes de ser adquirido pela nobre família Beneventano del Bosco, este palácio era um sítio do século XV, construído pela família Arezzo, outra família nobre que posteriormente construiu o adjacente Palazzo Arezzo della Targia, e abrigou em suas muralhas importantes órgãos jurídicos e administrativos, como a Câmara Real de Siracusa, o Senado da cidade e a Comenda dos Cavaleiros do Santo Sepulcro. O palácio foi finalmente destruído pelo violento terremoto de 1693. Foi então comprado e reconstruído em 1778 pelo barão Guglielmo Beneventano, passando assim à propriedade desta nobre família.

### A nobre família Beneventano del Bosco
A família Beneventano era uma antiga família nobre de Siracusa, Módica e Lentini. Possuíam inúmeros feudos e sempre ocuparam posições de destaque nessas cidades.

Eles se autodenominavam Beneventano "del Bosco" porque possuíam um vasto feudo entre Siracusa e Floridia; no atual Contrade Case Bianche, Benali, Rigiliffi-Tivoli e Capo Corso, áreas que naquela época apresentavam um espesso bosque de arbustos mediterrâneos, desses lugares deriva o nome da família Beneventano.

#### Brasão da família Beneventano del Bosco
Brasão: dourado, com três montanhas verdes, encimado por um leão e um urso frente a frente em vermelho. Coroa do barão.
Imagem do brasão
Um leão e um urso se enfrentam

## Arquitetura do palácio

### Elementos arquitetônicos externos

#### A placa em homenagem à visita ao palácio do Rei Fernando
Na varanda central encontra-se um monólito com o brasão da família Benevento e a epígrafe comemorativa da visita do Rei de Bourbon.

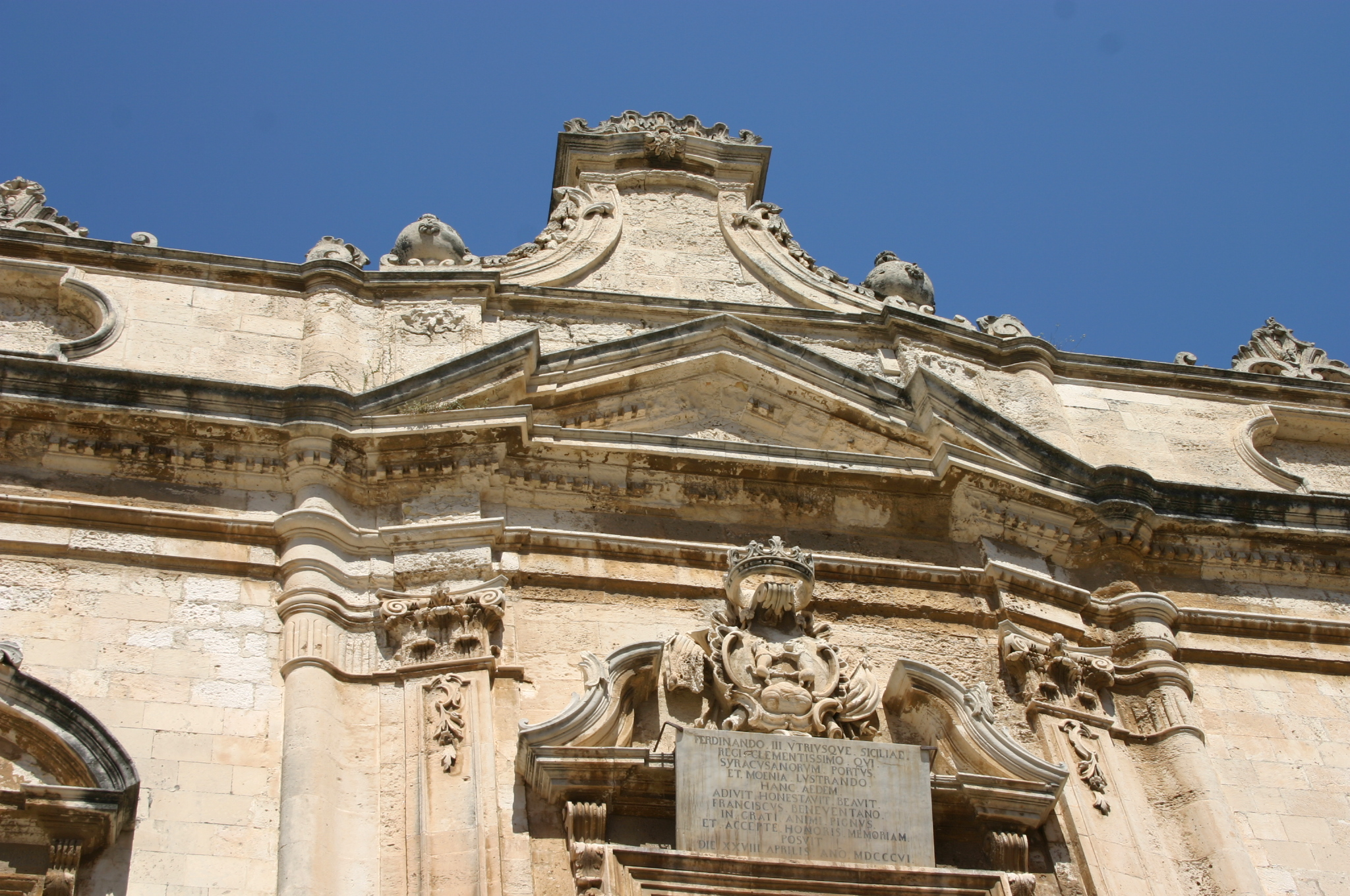
A placa na fachada barroca do palácio com a inscrição em latim

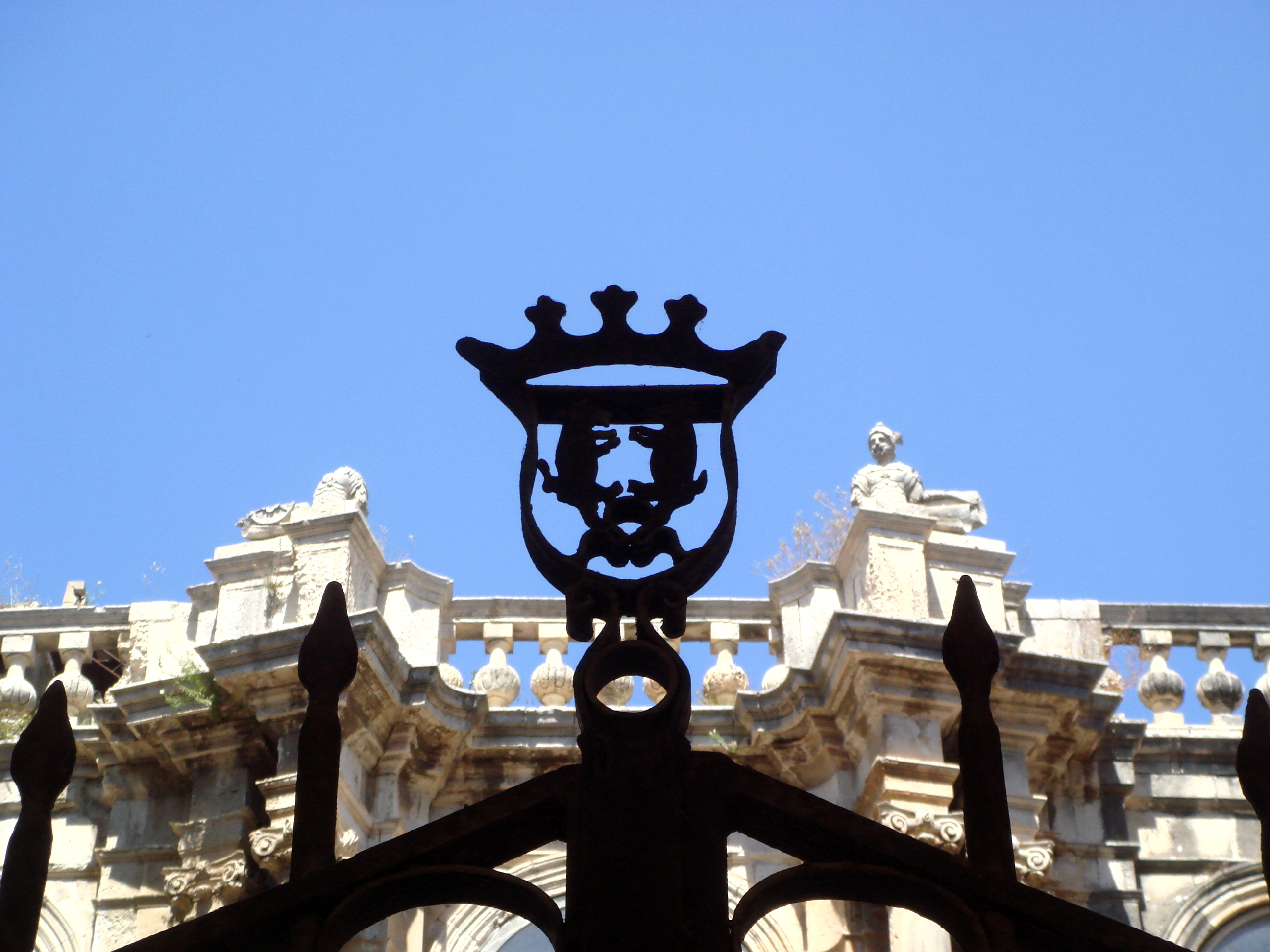
O nobre brasão esculpido no portão

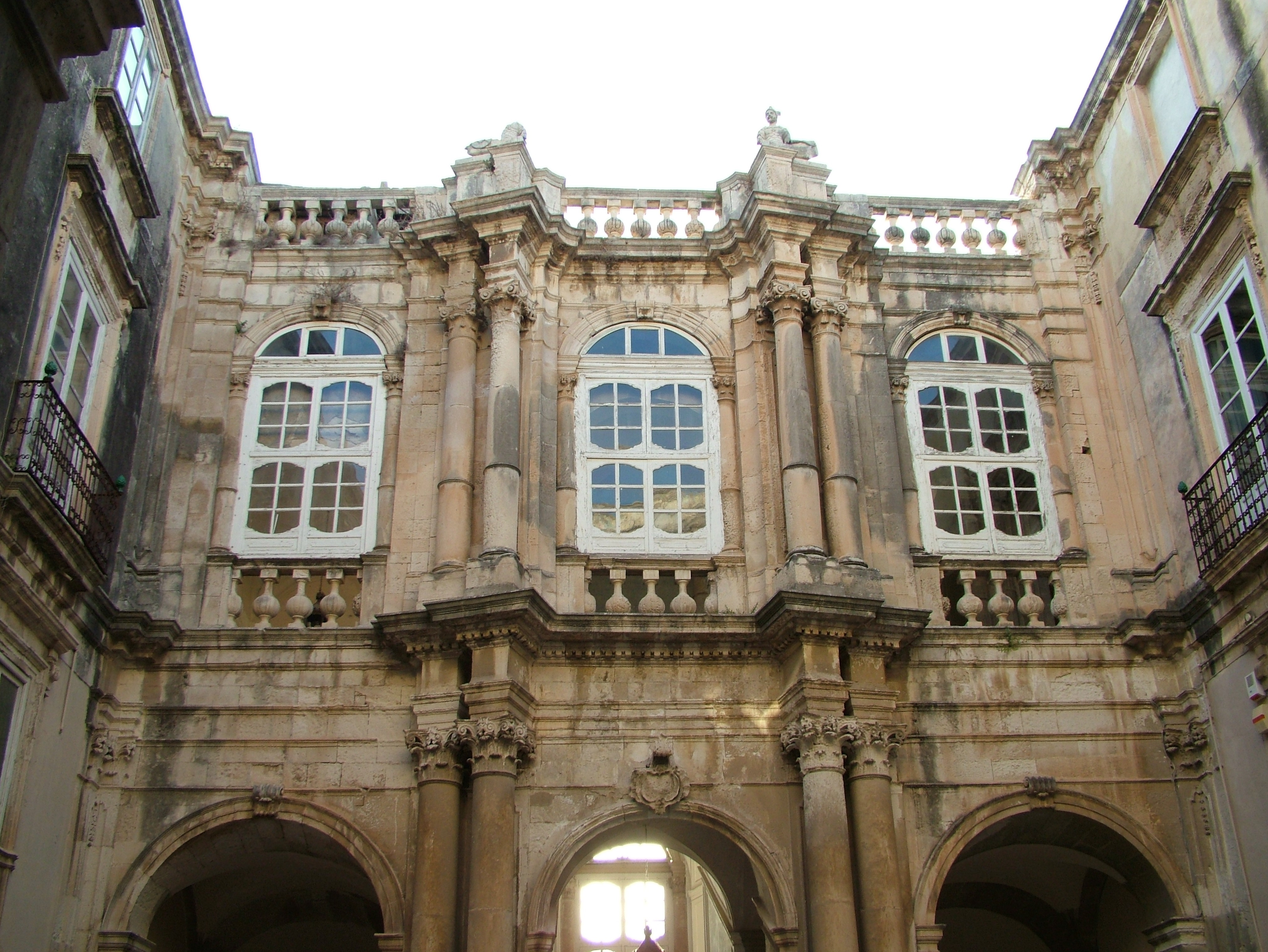
O pórtico com seus vitrais e outros elementos arquitetônicos.

FERDINANDO III UTRUSQUE SICILIAE

REGI CLEMENTISSIMO QUI

SYRACUSANORUM PORTUS

ET MOENIA LUSTRANDO

HANC AEDEM

ADIUIT HONESTAVIT BEAVIT

FRANCISCUS BENEVENTANO

IN GRATI ANIMI PIGNUS

ET ACCEPTE HONORIS MEMORIAM

POSVIT

DIE XXVIII APRILIS ANO MDCCCVI

### A fachada externa
O arquiteto do atual palácio foi o siciliano Luciano Alì. Sua fachada é dividida em três níveis, cada um ladeado por pilastras escalonadas. O portal de entrada em arco é emoldurado por quatro colunas coríntias, duas de cada lado; o conjunto sustenta uma varanda ricamente decorada.
De cada lado do portal principal, encontram-se seis portas menores em arco, três de cada lado. Acima delas, encontram-se seis pequenas varandas cercadas por grades de ferro forjado elaboradamente curvas. A varanda acima do portal também é cercada por um parapeito curvo maior. No centro da fachada, encontra-se a já mencionada placa comemorativa do rei.
Essas seis aberturas laterais são encimadas por tímpanos semicirculares. O entablamento, em estilo ameado, circunda a parte superior da fachada e apresenta um tímpano triangular trabalhado no centro. O terceiro andar do edifício é composto por painéis poligonais que delimitam todas as varandas. Esses painéis são encimados por frontões decorados com elaboradas figuras florais esculpidas em baixo-relevo. Finalmente, o frontão central coroa a fachada do palácio e é delimitado por dois pináculos esféricos, também dispostos nas faces externas da fachada.

### O pátio interno
O palácio apresenta um elegante pátio interno com elementos de estilo barroco. Além da entrada, há um átrio com abóbada de estuque, de onde se abrem dois portais adicionais, que levam ao interior do palácio. Seguindo em frente, encontra-se um portão de ferro forjado com o brasão da nobreza beneventana no topo. Além do portão, há elegantes vitrais e um pórtico de três arcos. As estátuas no terraço são vistas de baixo, criando um efeito de profundidade.
O pátio é pavimentado com elaborados paralelepípedos pretos e brancos, dando-lhe a aparência de um tapete desenhado no chão. Continuando pelos dois portões laterais ao central, se entra em outro pequeno pátio, com uma fonte suspensa com gárgulas e uma balaustrada vazada repleta de flores no terraço.

### Interiores do palácio
Subindo pela porta central do pátio, chega-se ao interior do palácio, com seus andares inferior e superior. Os cômodos são ricamente decorados, com afrescos policromados e estuques de Ermenegildo Martorana e Gregorio Lombardo, de Palermo, enquanto o mármore é de Catânia. Há uma elaborada capela com um grande crucifixo de madeira. O mobiliário é de época, e os cristais que decoram os cômodos foram trazidos diretamente de Malta e Veneza. Também digna de nota é a coleção de gravuras beneventanas antigas em exposição no palácio, com mapas de época da cidade de Siracusa, Sicília e Itália.

## Convidados ilustres

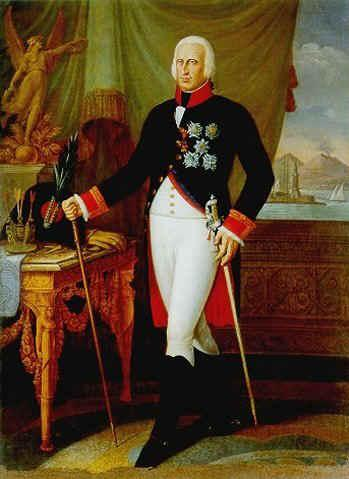
Rei Fernando III, o ilustre hóspede do Palazzo Beneventano del Bosco.

O palácio já hospedou diversas personalidades ilustres:
- o rei Fernando III de Bourbon chegou a Siracusa em 1806; durante sua estadia, hospedou-se no Palazzo Beneventano del Bosco, de cuja varanda também se deleitou ao assistir a uma peça teatral encenada pelos siracusanos. Ainda hoje, a placa comemorativa sob a varanda recorda a ilustre visita que o palácio recebeu.
- o almirante Horatio Nelson. Mesmo antes do rei, o almirante britânico Nelson também se hospedou no palácio, quando desembarcou com sua frota em Siracusa, antes e depois de derrotar os navios de Napoleão Bonaparte nas águas de Abuquir.
- a Ordem Equestre do Santo Sepulcro de Jerusalém. Em 1500, o palácio também hospedou os Cavaleiros do Santo Sepulcro, que encontraram refúgio aqui durante sua estadia em Siracusa. Após sua partida, o palácio tornou-se a sede siracusana da Comenda da Ordem dos Cavaleiros de Malta, fundada pelo nobre Pietro Borgia na primeira metade do século XVII.

## Galeria de imagens

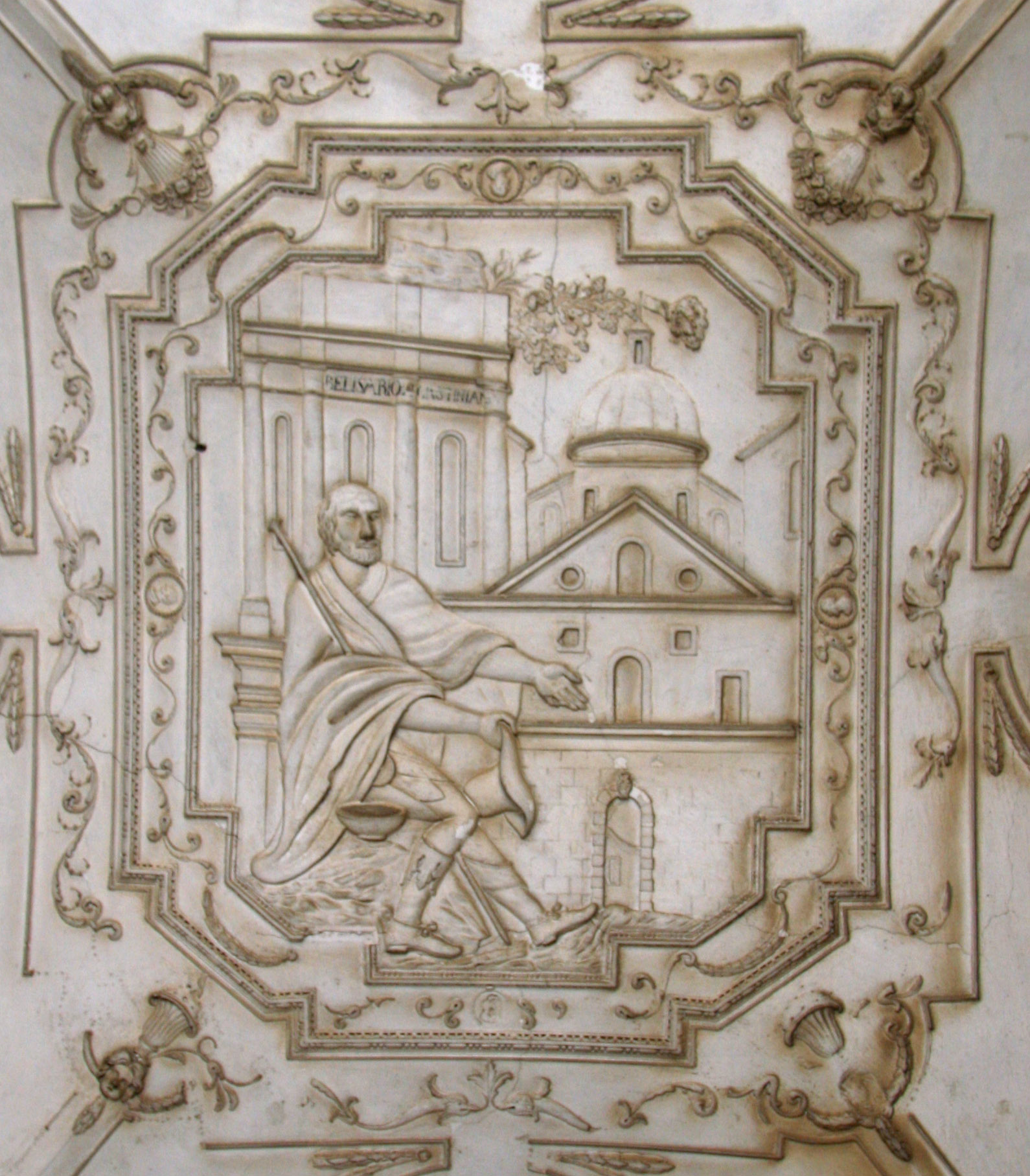
Belisário esculpido acima do átrio interno do pátio; representa um mendigo pedindo esmola.
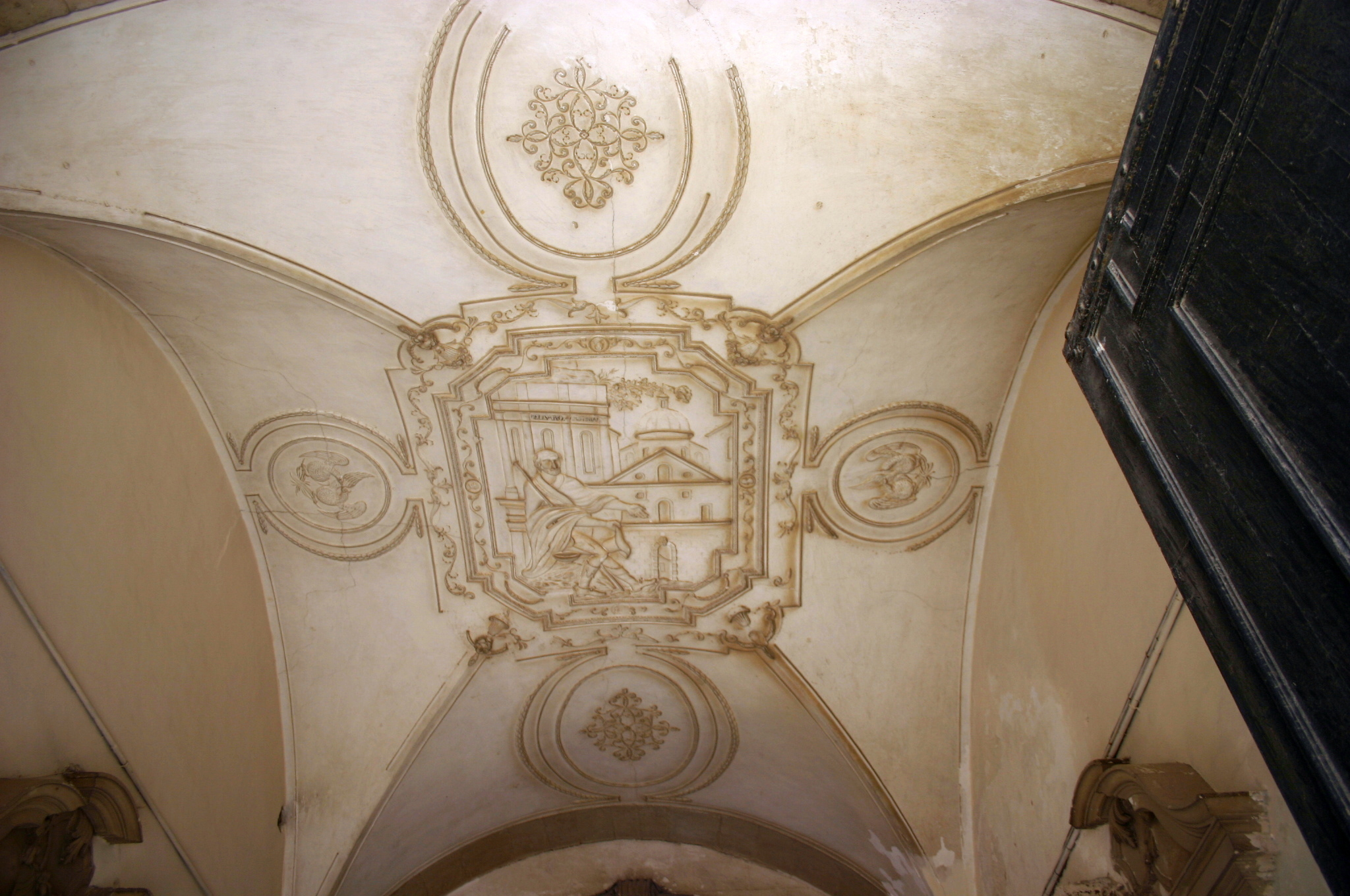
Outra visão mais completa do Belisário no pátio.
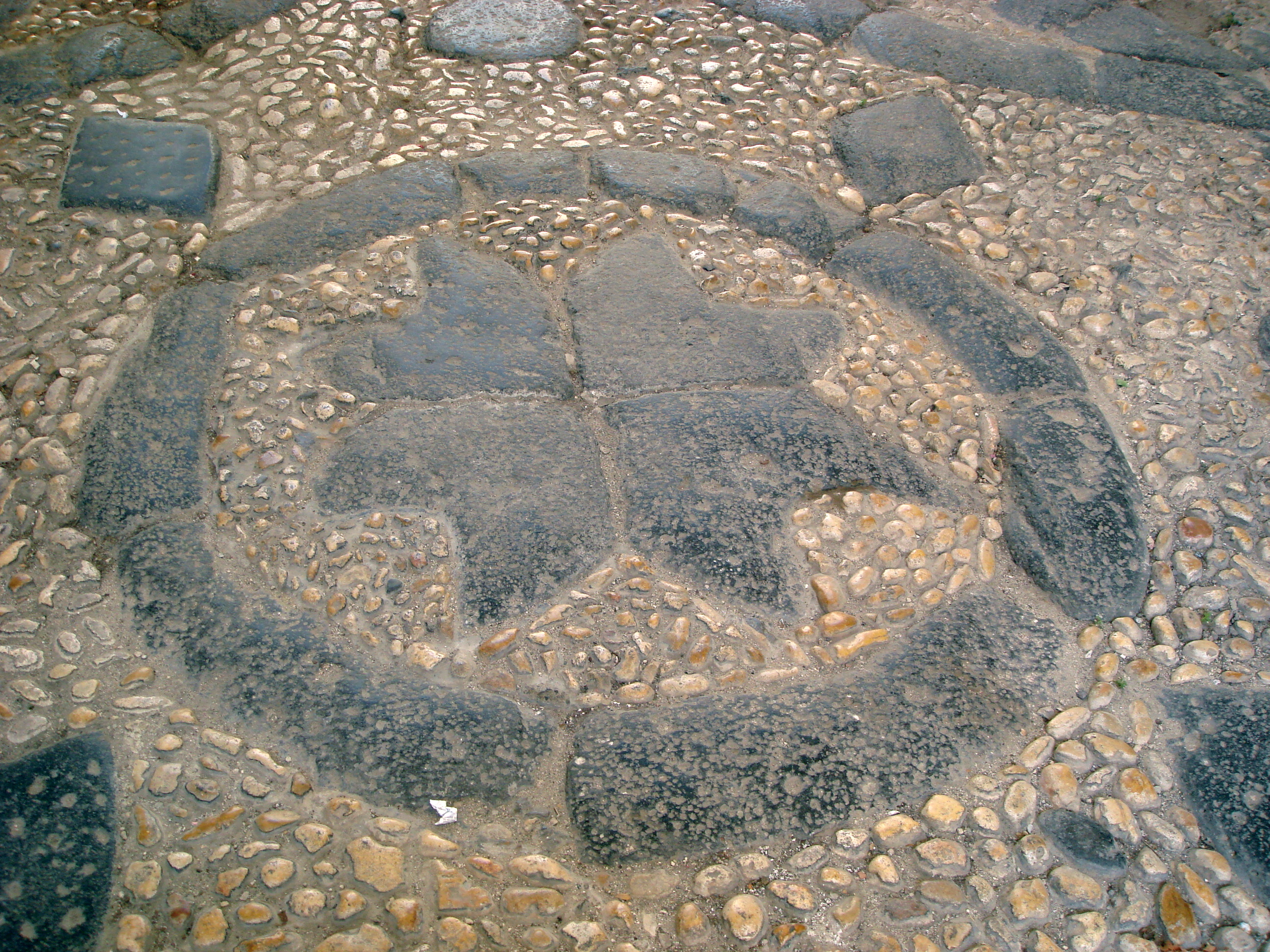
O desenho do piso de paralelepípedos preto e branco do século XVIII.